# 2131 Мейолл
2131 Мейолл (2131 Mayall) — астероїд головного поясу, відкритий 3 вересня 1975 року.
Тіссеранів параметр щодо Юпітера — 3,750.